# Oporovec
Oporovec är en ort i Kroatien.   Den ligger i länet Međimurje, i den nordöstra delen av landet, 80 km nordost om huvudstaden Zagreb. Oporovec ligger 143 meter över havet och antalet invånare är 425. Den ligger vid sjön Lake Dubrava.
Terrängen runt Oporovec är mycket platt. Runt Oporovec är det ganska tätbefolkat, med 104 invånare per kvadratkilometer. Närmaste större samhälle är Čakovec, 19,4 km väster om Oporovec. Trakten runt Oporovec består till största delen av jordbruksmark.